# Itumbiara
Itumbiara – miasto w środkowej Brazylii, w stanie Goiás, nad rzeką Paranaiba, na południe od miasta Goiânia. Około 80 tys. mieszkańców.
W mieście rozwinął się przemysł spożywczy.